# Cannaregio
Cannaregio es uno de los seis barrios de la ciudad de Venecia. Es el área de la ciudad de mayoría clase trabajadora.
En 1516 se convirtió en el gueto judío y se cercó con puertas vigiladas por guardias, para que los judíos se mantuvieran separados del resto de los venecianos. Por cierto, precisamente se cree que el origen de la palabra gueto está en la palabra gettare, que significa fundir, ya que en Cannaregio había fundiciones. Tras la presencia judía, la palabra se adapta y se aplica al lugar donde se aísla a los judíos.

## Geografía

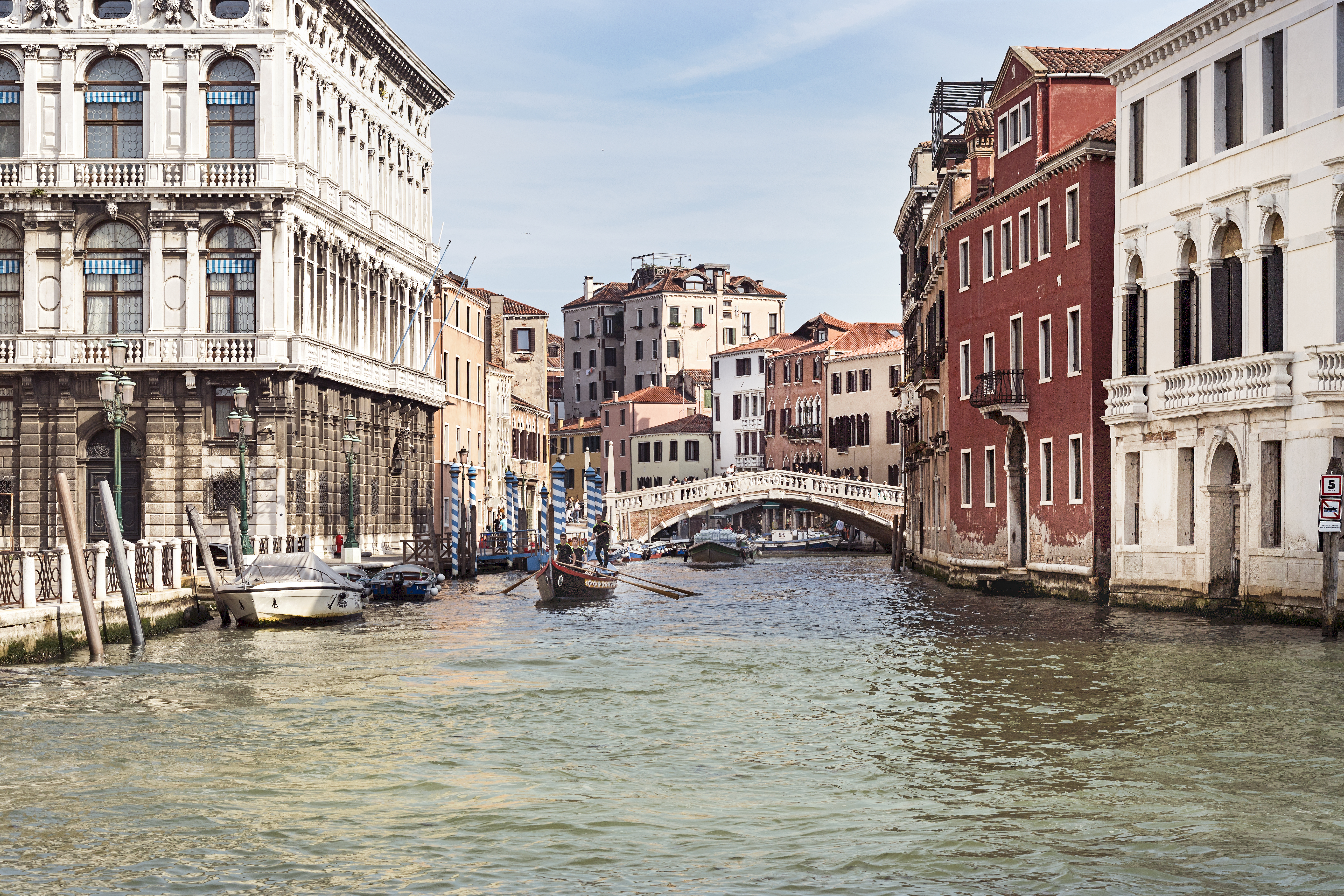
El canal de Cannaregio, visto desde el Gran Canal.

El barrio de Cannaregio es el más extenso y más populoso de la ciudad después de Castello. Cannaregio ocupa casi por completo toda la parte de la ciudad al norte del Gran Canal.
La vía de agua principal es el canal de Cannaregio, que une el Gran Canal con la laguna de Venecia. Es el único canal interior del centro histórico, además del Gran Canal, que es atravesado por vaporetos.
El canal de Cannaregio es atravesado por dos puentes:
- El puente de las Agujas, llamado así por los cuatro pinánulos presentes sobre cuatro ángulos.
- El puente de los tres arcos o puente de San Giobbe, el único de tres arcadas que queda en Venecia.

La zona que se abre hacia la laguna (bahía del Re, Chiovere, San Girolamo) tuvo, hasta los años setenta del siglo XX, mala fama por la alta proporción de residentes ex presidiarios. Una serie de intervenciones, incluida la edificación de nuevos complejos residenciales sobre antiguas zonas industriales, han llevado a la plena recuperación de la zona.

## Historia
Su nombre se cree derivado de los vastos cañaverales que había en la zona antes de ser habitada. Tal hipótesis la confirma un documento de 1410 que dice:

Cannaregio impercioché era chanedo et paludo con chanelle. Tra i primi toponimi documentati è Canacleclo.

Otra hipótesis, menos creíble, la hace derivar de Canal Regio, referido al canal de Cannaregio. Se trata en realidad de algún error aparecido en algún mapa del siglo XIX. 
Durante el siglo XIX, fue en este barrio donde se realizó, bajo la dominación austríaca, la primera unión terrestre entre Venecia y la terraferma (el continente), con la estación ferroviaria de Santa Lucía como término del puente de la Libertad, puente que la unía con Mestre. Por este motivo se construyó el tercer puente sobre el Gran Canal, el puente Degli Scalzi.

## Iglesias y monumentos

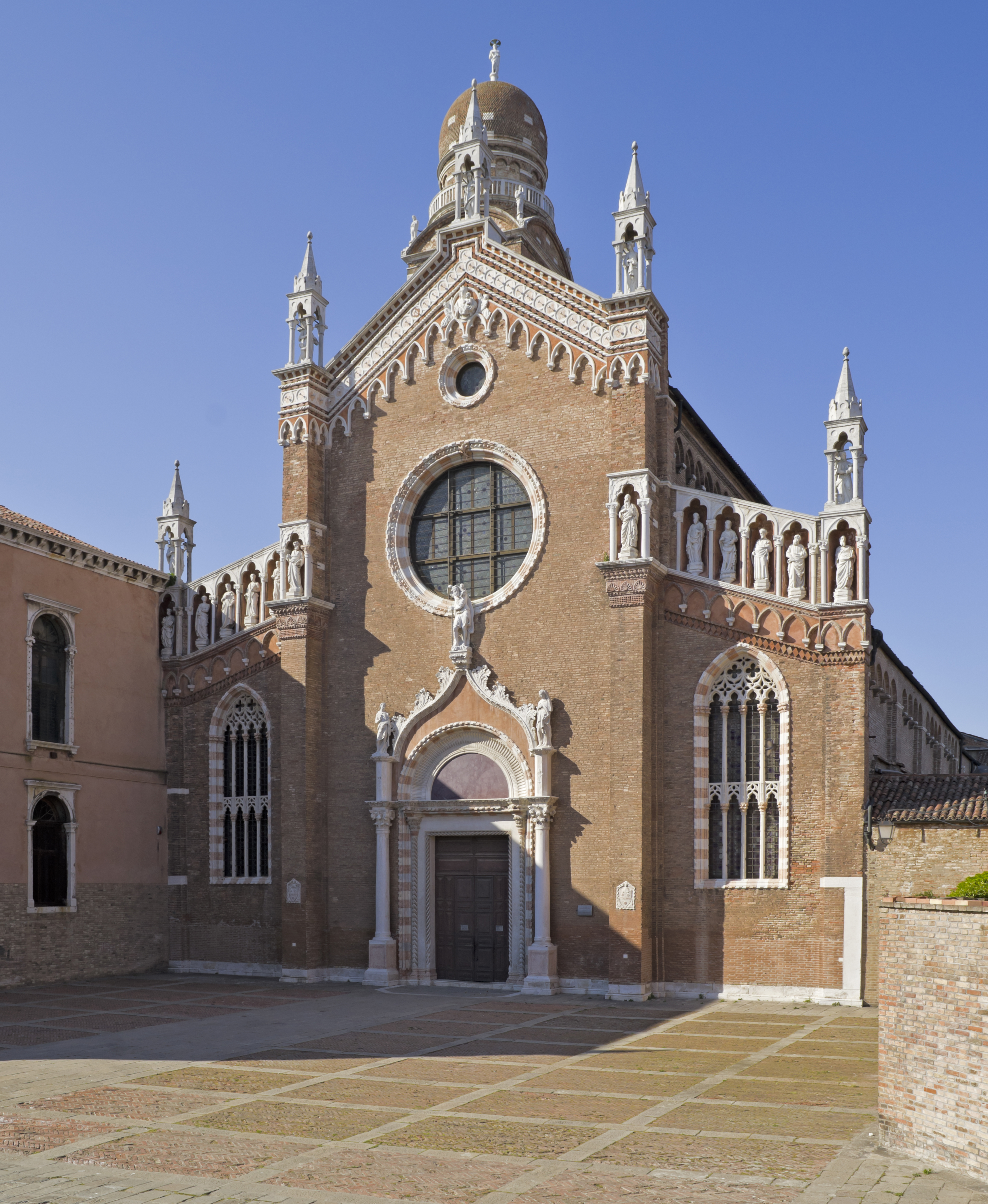
Iglesia de la Madonna dell'Orto

Cannaregio cuenta con la Iglesia de Sant'Alvise, la Iglesia de la Madonna dell'Orto, la Iglesia de Sant'Ipi Duni, la Iglesia de Santa Maria Assunta, la Iglesia de San Giobbe y la espléndida Iglesia de Santa María de los Milagros, primer ejemplo de iglesia renacentista de Venecia. 
Además, se puede contemplar la Iglesia de los Descalzos, cerca de la estación de Santa Lucía; San Giobbe, San Marcuola, San Felice, Santa Sofía, Santa Fosca, San Marcial, Santa María de la Misericordia, San Juan Crisóstomo y las dos grandes Iglesias de San Jeremías y de los Santos Apóstoles.
Dos bellos palacios bordean el Gran Canal: el palacio Vendramin Calergi, que en invierno sirve de casino municipal; y sobre todo uno de los edificios góticos más bellos de la Serenísima, la Ca' d'Oro.
La arteria principal del interior del barrio es el amplio camino que lleva de la estación de Santa Lucía a Rialto. Este trayecto de cerca de 25 minutos comienza al pie del puente Degli Scalzi y de la iglesia de Santa María de Nazareth, y termina en el campo de los Santos Apóstoles.
Tradicionalmente ha sido conocido con muchos nombres, el más común ha sido el de Strada Nova, pero también es conocido como Via di Vittorio Emanuele II.
En el extremo norte de Cannaregio, entre el Ghetto de Venecia, la iglesia de Sant'Alvise y la iglesia de la Madonna dell'Orto, se encuentran numerosos locales frecuentados por jóvenes.
El norte del barrio se comunica por vaporetto con la isla de San Michele, donde se encuentra el cementerio; Murano, Burano y Torcello.